# Minicomputer

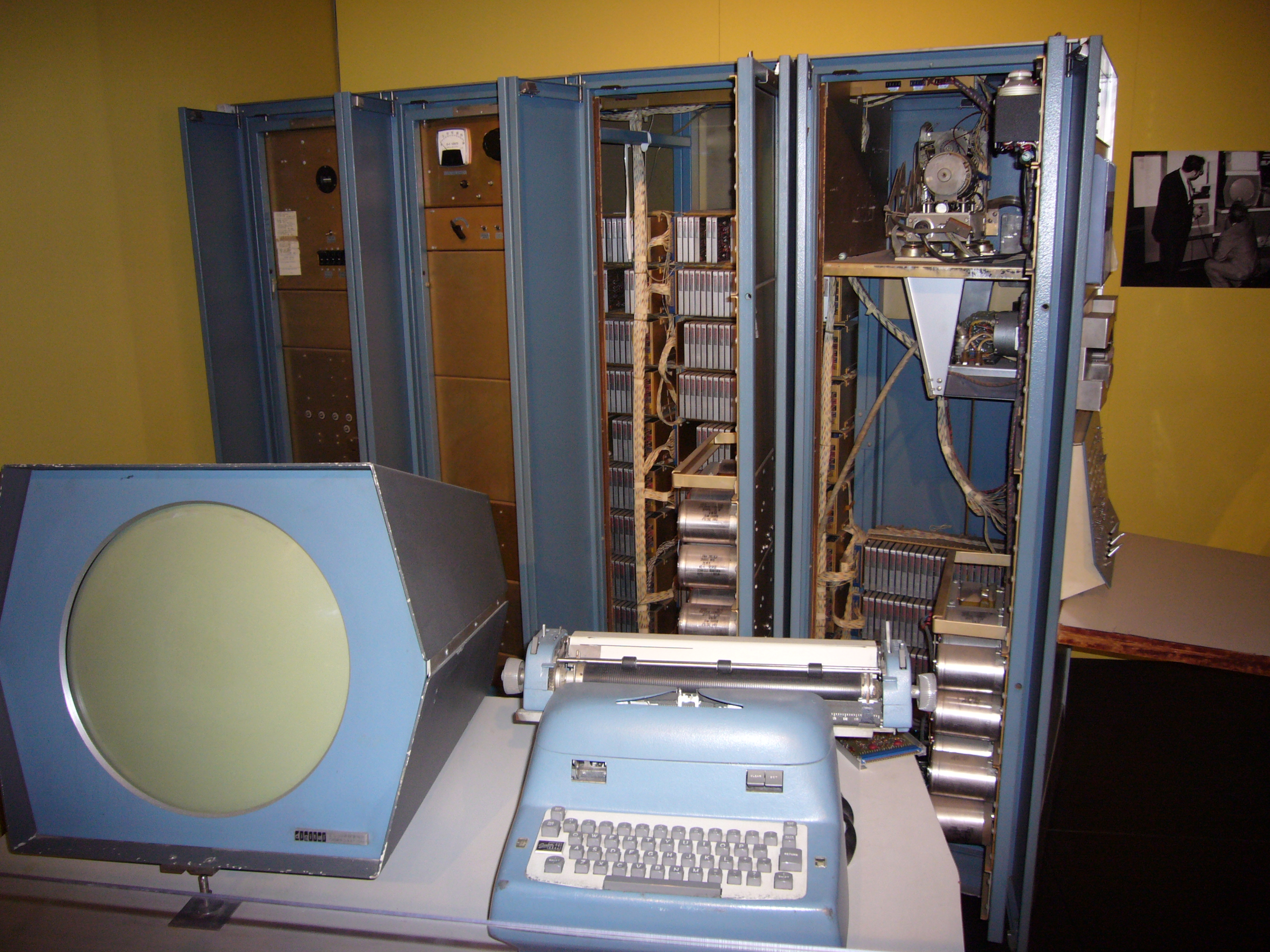
PDP-1

De computers die in de jaren zestig en zeventig werden gebruikt, waren nog mainframes, de eerste soort computers. Het waren grote apparaten die een hele zaal vulden en waar een hele onderneming gebruik van maakte. Een aantal leveranciers bracht voor het eerst een kleiner model computer op de markt, de minicomputer, geschikt voor een kleine werkgroep of zelfs een enkel individu. Zo'n computer was altijd nog zo groot als een flink bureau of een kast, maar toch zo klein dat hij 'minicomputer' kon worden genoemd. Belangrijke fabrikanten waren DEC, Data General, Prime en Wang.
DEC heeft een belangrijke rol gespeeld in de 'emancipatie' van de computer. Hun eerste model werd namelijk niet 'computer' genoemd maar 'Programmable Data Processor', de PDP-1. De PDP-1 had als een van de eerste computers in plaats van invoer met ponskaart of ponsband een toetsenbord en beeldscherm. Dat maakte het mogelijk er een besturingssysteem voor te ontwikkelen. Ken Thompson en Dennis Ritchie schreven UNIX in 1969 voor de PDP-7. Van de opvolgers waren de PDP-8 en PDP-11 bijzonder succesvol.
Behalve voor persoonlijk gebruik werden minicomputers ook veel toegepast voor het besturen van machines en chemische fabrieken.
De processors van de generatie die erop volgde hadden vaak een woordbreedte van 32 bit en werden 'supermini' genoemd.
Tegenwoordig is de aanduiding 'minicomputer' niet echt gangbaar meer, de grens tussen krachtige personal computer, werkstation en server is vervaagd. Minicomputer zou nog gebruikt kunnen worden voor alle computers die qua prestatie en functie tussen de personal computer, mainframe of supercomputer in liggen en waarvan de architectuur niet op die van de IBM PC of Apple Macintosh is gebaseerd. Hieronder vallen dan bijvoorbeeld de diverse 64-bit-modellen van Sun Microsystems, Silicon Graphics, Inc, Hewlett Packard, niet de pc-lijn, maar Alpha-, Itanium-, HP 3000- en HP 9000-servers, en de AS/400 van IBM, die door IBM zelf 'midframe' werd genoemd.

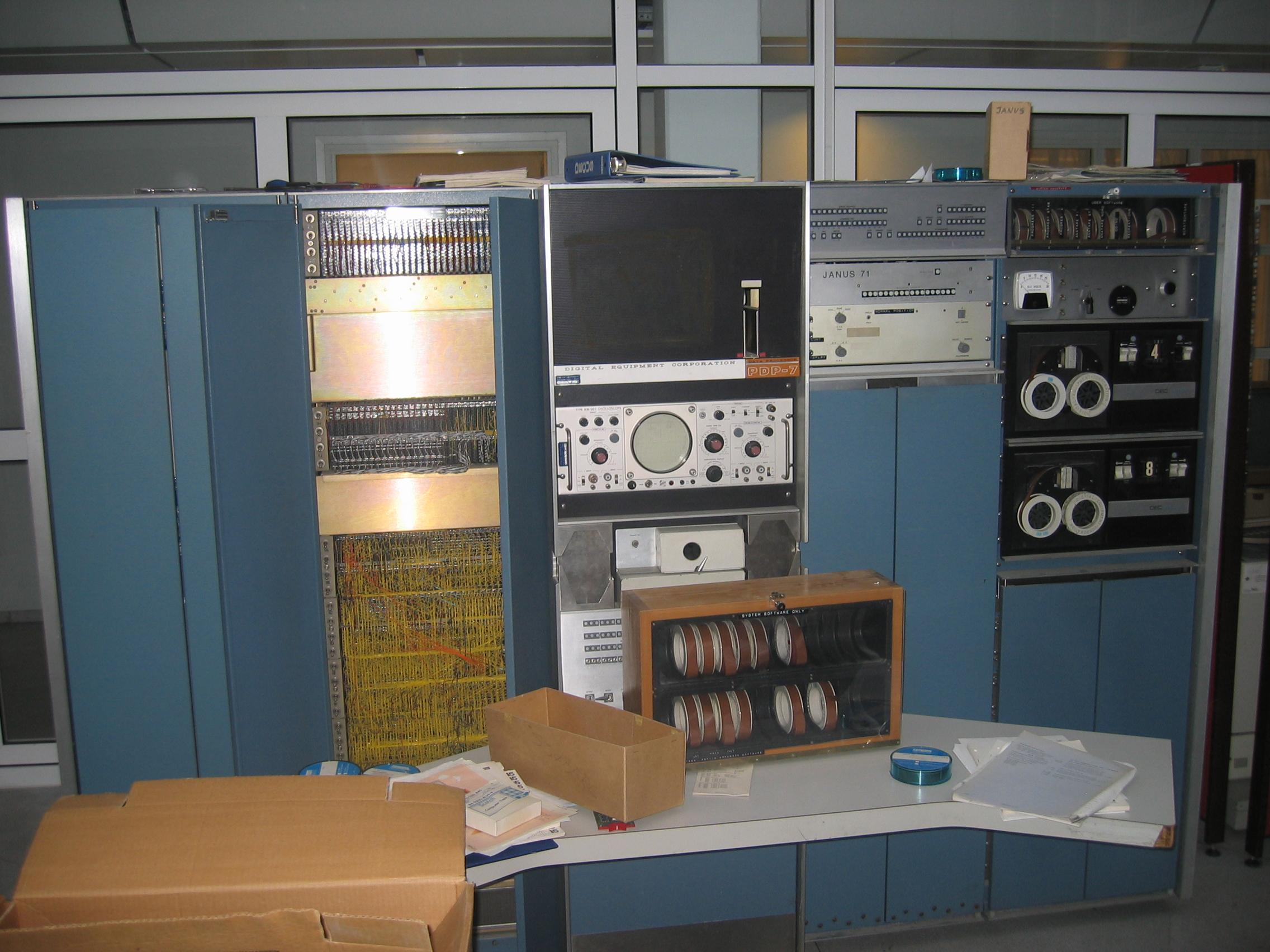
PDP-7
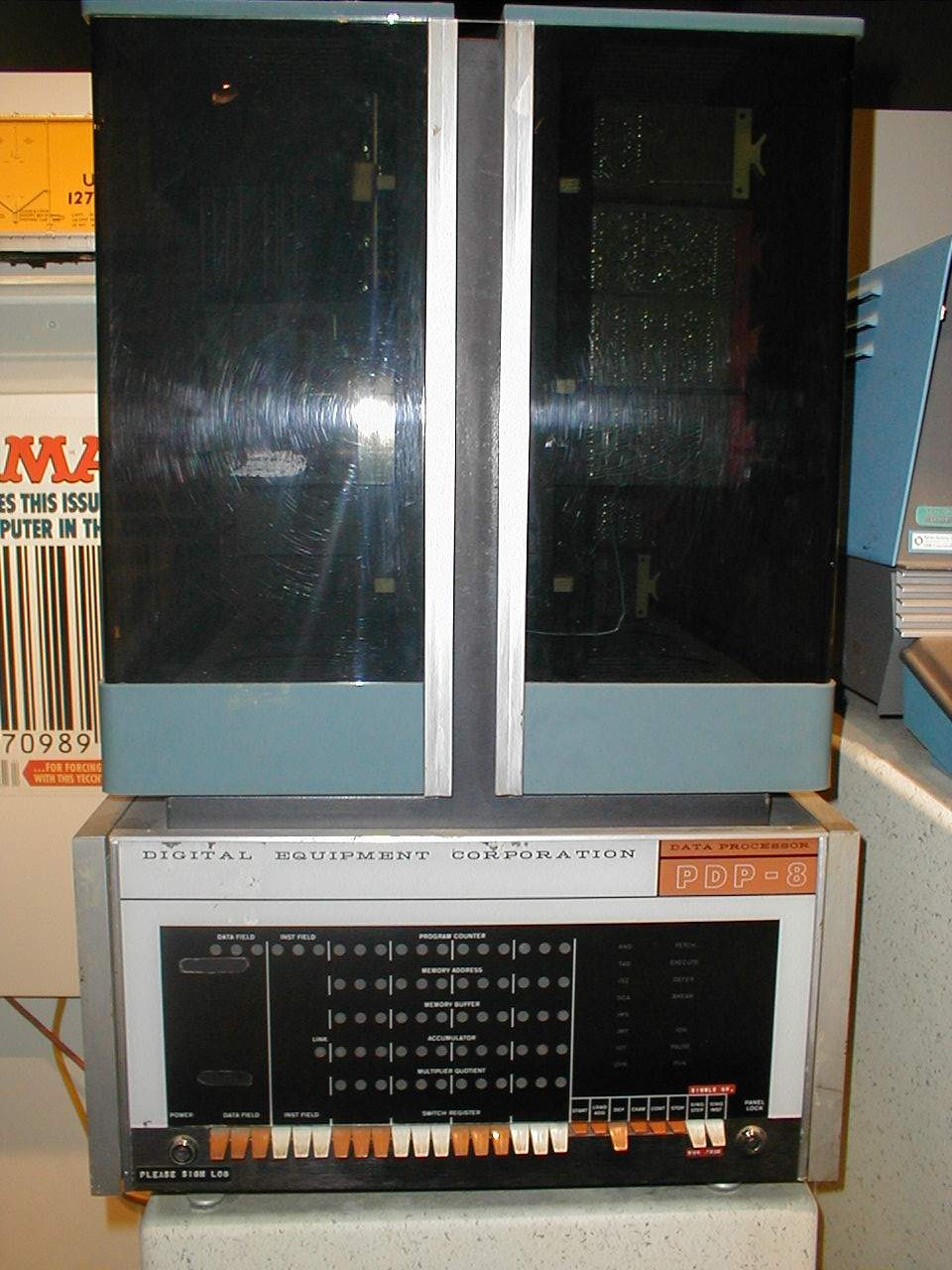
PDP-8
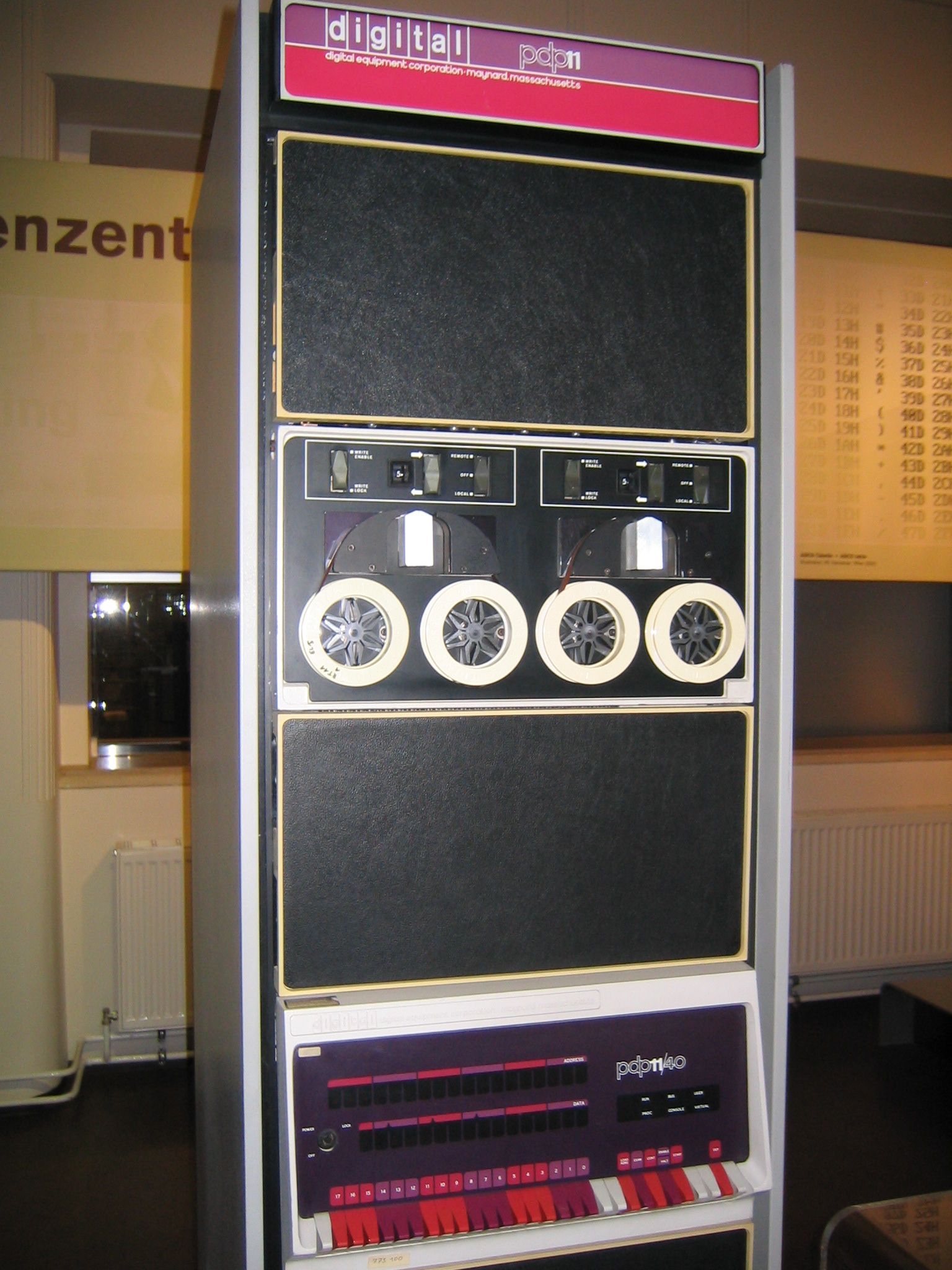
PDP-11